# A Harry Potter-sorozatban szereplő varázsigék listája
A Harry Potter sorozat varázsigéi J. K. Rowling hétkötetes sorozatában jelennek meg. A legtöbb szereplő arra használja őket, hogy a modern technika segítsége nélkül végezzen el dolgokat. Egy varázslatot mindig egy kézmozdulat és egy varázsige követ. Ez utóbbit (ahogyan a hatodik részben kiderül) nem feltétlenül kell kimondani, elég csak rájuk koncentrálni. A legtöbb varázsige a latin nyelv eltorzításából származik. A varázslatok a főcsoport, az alá tartoznak a rontások, ártások, bűbájok, átkok. A varázslatok táblázatba azok tartoznak, amik sehova máshova nem illenek.
A besorolások a J. K. Rowling honlapján írtak szerint vannak elvégezve.
(Zárójelben az eredeti nyelvű varázsige áll.)
A J. K. Rowling által megalkotott Harry Potter varázsvilágának szerves részét képezik a varázsigék – azok a szóbeli vagy néma varázslatok, amelyek lehetővé teszik a varázslók és boszorkányok számára, hogy befolyásolják a valóságot, tárgyakat mozgassanak, élőlényekre hassanak vagy megvédjék magukat a sötét erőktől. A könyvekben és a filmekben több mint 80 különféle varázsige szerepel, de a Roxfortban és azon kívül is létező varázslatok száma valójában több százra tehető. A varázshasználók ugyanis gyakran személyre szabják a már meglévő igéket, módosítják hatásaikat, vagy akár teljesen új varázslatokat hoznak létre. Ez az élő és folyamatosan fejlődő mágikus nyelv bizonyítja, mennyire gazdag és részletes ez a fiktív világ, ahol a mágia nem csupán eszköz, hanem az egyéniség és tudás szerves része is.
A legismertebb varázsigék közé tartozik például a Wingardium Leviosa, amely lehetővé teszi a tárgyak lebegtetését, az Expelliarmus, amely lefegyverzi az ellenfelet, az Alohomora, amellyel zárt ajtók nyithatók ki, valamint a Lumos, amely fényt gyújt a pálca végén, hogy megvilágítsa a sötétséget. Ezek a varázslatok nemcsak a történetekben váltak ikonikus szimbólumokká, hanem világszerte a rajongók körében is.

## Bűbájok
A bűbájok olyan varázslatok, amelyek nem harcra terveződtek (bár arra is használhatóak). Ezek az úgynevezett semleges-eszközhasználatú varázslatok. pl.: egy-egy tárgy felemelése (Wingardium leviosa!). A bűbájokat a varázslók hétköznapi dolgokra, figyelemelterelésre használják.
| Varázsige                               | Varázslat neve                   | Varázslat hatása | Első előfordulás | Nevezetes használat | Egyéb lényeges információ | Etimológia |
| --------------------------------------- | -------------------------------- | --- | ---------------- | --- | --- | --- |
| Homorphus                               | Vérfarkas visszaváltoztató bűbáj | A vérfarkast visszaváltoztatja emberré. | HP2              | Gilderoy Lockhart elvileg ezzel győzte le a Wagga Wagga vérfarkast, és ezt be is mutatta SVK órán. | Valószínűleg nem igazi. | - |
| Aguamenti                               | Vízbűbáj                         | A pálca rámutat a célpontra, amely ettől megtelik vízzel. | HP6              | Harry Potter ezzel próbál vizet adni Albus Dumbledore-nak, a 6. könyvben. Ugyanitt ezzel a varázsigével oltja el Hagrid és Harry a Hagrid kunyhóján keletkezett tüzet. | A varázslatot később többször is használják tűz eloltására. | A varázslat neve valószínűleg szójáték, a „növelés” jelentésű latin augmentum keveredése a „víz” jelentésű aqua szóval.                                                                                    |
| Avis                                    | Madáridéző bűbáj                 | Madarak röppennek ki a pálcából. | HP4              | Ollivander használta Viktor Krum pálcájának tesztelésére. A 6. részben Hermione Granger használta az Oppugno ártással. | - | A latin „avis”, madár szóból. |
| Baziteo (Engorgio)                      | Növesztő bűbáj                   | A célpont mérete megnő. | HP4              | ifj. Barty Kupor használja egy pókon, hogy jobban látszódjon a Cruciatus átok hatása. | Közvetve megjelenik a második kötetben is, Hagrid használta a tökültetvényén, de a főszereplők már csak a hatásával találkoznak, a varázslattal magával nem.                          | A magyar szó valószínűleg a „bazi nagy”, az angol az angol „engorge” (telítődik, növekszik) szóból. |
| Capitulatus (Expelliarmus)              | Lefegyverző bűbáj                | A célszemély elejti az éppen fogott dolgot vagy pedig maga a célszemély elrepül egy pár méterrel arrébb. | HP2              | Perselus Piton használja először Gilderoy Lockharton a párbajszakkörön. A sorozat folyamán számtalanszor használják, Harry Potter Voldemort elleni két párbajában is ezzel védi ki a gyilkos átkot. Harry ezzel repíti ki Malfoy kezéből Tom Denem naplóját és ezt használja a Trimágus-labirintus acromantulája ellen.                        | - | Az angol szó a latin „expello” (kiüt, eltávolít) és a szintén latin „arma” (fegyver) szavakból ered, a magyar megoldás a kapitulációból (fegyverletétel), melynek gyökere a latin capitulum („fej(ezet)”). |
| Depulso                                 | Taszítóbűbáj                     | A megcélzott tárgyat eltolja. | HP4              | Harry Potter ezzel gyakorol a Trimágus Tusára. | Ellentéte az Invito. | A latin eredetű „depulzál” szóból. |
| Demonstrate                             | Kimutató bűbáj                   | Valószínűleg megmutatja egy mágikus tárgy rejtett tulajdonságait. | HP6              | Hermione Granger használja a Félvér Herceg könyvén. Később Ernie Macmillan használja az egyik bájitaltan órán. | Piton professzor is használta a 3. kötetben a Tekergő-térképen. | A latin "demonstro" (kimutat) szóból ered |
| Diffindo                                | Vágó-, metszőbűbáj               | A célzott tárgy elszakad. | HP4              | Harry Potter használja, hogy négyszemközt beszélhessen Cedric Diggory-val. | A sorozat folyamán még többször használják. | A latin „diffindo”, szétosztok szóból. |
| Disaudio (Muffliato)                    | Hangtalanító védőbűbáj           | A célszemély fülét állandó duruzsolással tölti meg, így az nem hallja a közelben folyó beszélgetést. Területre is lehet szórni. | HP6              | Harry Potter és társai többször használták. | Perselus Piton találta fel. | A latin "dis-" szét-, el- és "audio" hall(gat), az angol szó az angol „muffle”, egy hangot kevésbé hallhatóvá tenni, forrását eltakarva szóból.                                                            |
| Duro                                    | Kővé változtató bűbáj            | Az eltalált tárgyat kővé változtatja (de kinézete nem változik). | HP7              | Hermione Granger használja egy fali szőnyegen hogy a halálfalók elájuljanak. | - | A durva szóból. |
| Expecto Patronum                        | Patrónus bűbáj                   | Megidéz egy patrónust, ami megvédi az idézőt a dementoroktól és a lethifoldoktól, emellett üzenetküldésre is használják. Jól elvégezve egy, a varázslóra leginkább jellemző állat alakját veszi fel. Fontos, hogy minél boldogabb pillanatra kell koncentrálni elvégzése közben, mert annál erőteljesebb lesz hatása. | HP3              | Remus Lupin tanítja meg Harry Potternek, hogy tudjon védekezni a dementorok ellen. Harry később megtanítja a bűbájt a Dumbledore Serege nevű csoport tagjainak. | Perselus Piton volt az egyetlen halálfaló, aki el tudta végezni a bűbájt. Üzenetküldésre is használható.                                                                              | A varázsige pontos jelentése latinul: "védelmezőt várok". |
| Ferula                                  | Sínpólya bűbáj                   | Sínpólya kerül a célszemély célzott testrészére. | HP3              | Remus Lupin használja Ron Weasley törött lábán. | - | A latin „ferula”, bot szóból. |
| Geminio                                 | Duplázó bűbáj                    | Másolatot készít a célzott tárgyról. | HP7              | Hermione Granger használja a Ds érméin, Mardekár Malazár medálján, de a Lestrange-széfének tartalmain is ez ül. | A másolatok értéktelenek. | A latin „gemino”, dupláz szóból. |
| Glisseo                                 | Csúszdabűbáj                     | A lépcső fokait csúszdává változtatja. | HP7              | Hermione Granger használja, hogy elmenekülhessenek üldözőik elől. Ezzel van megcsinálva a Griffendél klubhelyiség lány részének lépcsője, ha fiú lép rá. | - | A francia „glisser”, csúszni szóból. |
| Invito (Accio)                          | Begyűjtő bűbáj                   | A kívánt tárgy az elvégző felé repül. | HP4              | A sorozatban számtalanszor használták, többek között ennek segítségével teljesítette Harry Potter a Trimágus Tusa első próbáját és többször használták horcruxok hívására is. | - | A magyar szó valószínűleg az „invitál”-ból (latin invito-meghív), az angol a latin „accio”, hívom szóból.                                                                                                  |
| Legilimens                              | Gondolatolvasó bűbáj             | Az elvégző belelát a célszemély gondolataiba, érzéseibe. | HP5              | Perselus Piton ezzel oktatja Harry Pottert okklumenciára. | Tehetséges legilimentornak nincs szüksége a varázsigére, hogy belelásson más fejébe.                                                                                                  | A latin „legere” (olvasni) és „mens” (ész) szavakból. |
| Leperex (Impervius)                     | Vízhatlanító bűbáj               | A célzott tárgy a varázslat után taszítja a folyadékokat. | HP3              | Hermione Granger többször használja a Griffendél kviddics-csapatának látásminőségének javítására. | - | A magyar szó valószínűleg a „leperget”, az angol a latin „impervius” (átjárhatatlan, vízhatlan) szóból. |
| Levicorpus                              | Harang testlebegtető bűbáj       | A célszemélyt bokájánál fogva felrántja valami a levegőbe és ott tartja. Csak nonverbális úton használható. | HP6HP5 (film)    | A hatodik részben Harry Potter nem szándékosan használja Ron Weasley-n. A hetedik részben Hermione Granger ennek segítségével éri el Hugrabug Helga poharát. Illetve Luna is használja az 5. filmben egy halálfalón, de kimondja a varázsigét.                                                                                                 | Perselus Piton használta. A könyv szerint ezt nem csak ő használta (pl. James Potter) A hetedik részben, hibásan, Hermione Granger elmondja a varázsigét. Ellenbűbája a Liberacorpus. | A latin „levis” (könnyű) és „corpus” (test) szavakból. |
| Liberacorpus                            | A Levicorpus ellenbűbája         | Leereszti a Levicorpus miatt lebegő áldozatot. | HP6              | A Levicorpus használata után mindig ezt használják. | Perselus Piton használta, de nem ő találta fel (HP5-HP6) | A latin „liberare” (kiszabadítani) és „corpus” (test) szavakból. |
| Locomotor                               | Mozgató bűbáj                    | Amit eltalál ez a varázsige, az felrepül a levegőbe és ott marad akkor is, ha a bűbájt elvégző személy pálcája már nincs tulajdonosa kezében. | HP5              | Többen használják, például Nymphadora Tonks Harry Potter ládáján. | - | A latin „loco” (hely) és „moto” (mozgat) szavakból. |
| Meteoronto recanto (Meteojinx recanto)  | Meteorológiai ellenbűbáj         | Megszünteti a rontások okozta meteorológiai jelenségeket. | HP4 (film) HP7   | A HP4 filmben Mordon használja Nagyterem tetején. Arthur Weasley javasolja az álcázott fiának, Ron Weasley-nek, hogy ezzel próbálja meg megszüntetni a Yaxley szobájában levő esőt. | - | A magyar varázsige a „meteorológia”, „rontó” és a latin „recanto” (visszavarázsol) szavakból. Az angol szóban a „jinx” rontást jelent.                                                                     |
| Mobiliarbus                             | Tárgylebegtető bűbáj             | A célzott tárgy a kívánt helyre lebeg. | HP3              | Hermione Granger ezzel mozdítja a fenyőfát az asztaluk elé a Három Seprűben, nehogy a tanárok felismerjék Harry Pottert. | - | A latin „mobilito” (mozdít) és „arbor” (fa) szavakból. |
| Mobilicorpus                            | Testlebegtető bűbáj              | A célszemély a kívánt helyre lebeg. | HP3              | Sirius Black ezzel mozdítja meg Perselus Pitont (HP3). | - | A latin „mobilito” (mozdít) és „corpus” (test) szavakból. |
| Orchidessis                             | Virágidéző bűbáj                 | Az elvégző pálcájából kiszökken egy virágcsokor. | HP4              | Ollivander ezzel tesztelte Fleur Delacour pálcáját. | - | Az „orchidea” szóból. |
| Piertotum locomotor                     | Életrekeltő bűbáj                | Életre kelti a szobrokat és a lovagi páncélokat. | HP7              | Minerva McGalagony használja a roxforti csatában, hogy harcba szólítsa a roxforti szobrokat és lovagi páncélokat. | McGalagony valószínűleg ezzel a bűbájjal kelti életre a bölcsek kövét védő sakkbábukat a sorozat első kötetében.                                                                      | A latin „petrus” (kő), „totus” (egész), „loco” (hely) és „moto” (mozgat) szavakból. |
| Protego                                 | Pajzsbűbáj                       | Egy láthatatlan falat teremt. Elég erővel elvégezve hátra is vetheti a körülötte állókat. | HP4              | Harry Potter a Trimágus Tusára készülve tanulja meg ezt a bűbájt. Később számtalanszor használják. | Hatása erősíthető; három ilyen változata ismert: protego totalum, protego maxima és protego horribilis.                                                                               | A latin „protego”, megvédeni szóból. |
| Reducio                                 | Zsugorító bűbáj                  | A célpont mérete csökken. | HP4              | Ifj. Barty Kupor használja egy pókon. Később is használják. | A Baziteo ellentéte. | A latin „reduco” és az angol "reduce", csökkent szóból. |
| Repudio muglicum (Repello Muggletum)    | Mugliriasztó bűbáj               | A területet nem találják meg a muglik. | HP7              | Hermione Granger használja, hogy elrejtse táborozóhelyüket. | A Roxforton és a Kviddics Világkupa döntője alatt a stadionhoz közeli területeken is ilyen bűbáj volt.                                                                                | A magyar a latin "repudio" (elutasít), az angol a latin „repello” elűz szóból. |
| Rictusempra                             | Csiklandozó bűbáj/ártás          | A célszemélyt megcsiklandozza. | HP2              | Harry Potter használta Draco Malfoy-on a párbajszakkörön. | - | A latin „rictus” (nevetésre nyitott száj) és „semper” (mindig) szavakból. |
| Serpensortia                            | Kígyóidéző bűbáj                 | A pálca végéből egy kígyó tör ki. | HP2              | Draco Malfoy használja a Párbajszakkörön. | - | A latin „serpens” (kígyó) és „ortus” (ered, keletkezik) szavakból. |
| Silencio                                | Némító bűbáj                     | A célzott lény elnémul. | HP5              | Hermione Granger elnémít vele egy halálfalót, aki segítségért kiált. A hetedik részben Voldemort is használja a Roxfortban maradtakra. | - | Az olasz „silenzio”, csend vagy a latin "silentium", ugyanúgy csend szóból. |
| Silentium (Quiteus)                     | Halkító bűbáj                    | Megszünteti a Sonorus hatását. | HP4              | Ludo Bumfolt ezzel állítja vissza normális hangerőre a hangját. | A Sonorus ellenbűbája | A magyar szó a latin "silentium" csend szóból. Az angol szó a latin „quietus”, nyugodt szóból. |
| Sonorus                                 | Hangerősítő bűbáj                | Felerősíti a célszemély hangját. | HP4              | Ludo Bumfolt használta, hogy mágikusan megnövelje hangerejét. | Ellenbűbája a Silentium. | A latin „sonorus” hangos szóból. |
| Suvickus (Scourgify)                    | Tisztító bűbáj                   | Megtisztítja a célzott területet. | HP5              | Perselus Piton emlékében James Potter használja. | - | A magyar szó a „suvickol”, az angol az angol „scour” (suvickol) szóból. |
| Tergeo                                  | Szívóbűbáj                       | A célzott felületről leszívja a piszkot. | HP6              | Hermione Granger ezzel törli le Harry Potter arcáról a rászáradt vért. Később is használják. | - | A latin „tergeo” letöröl, tisztít szóból. |
| Vingardium leviosa (Wingardium leviosa) | Lebegtető bűbáj                  | A célpont lebegni kezd. | HP1              | Ron Weasley ezzel győzi le a trollt. Később is használják. | - | Az angol „wing” (szárny), a latin „arduus” (magas) és a latin „levis” (könnyű) szavakból. |
| Periculum                               | Próteusz-bűbáj                   | Valamilyen utánzást hoz létre, akár tulajdonságét is. | HP5              | Hermione ezzel kezeli a hamis galleonokat, hogy azok jelezzék (az eredeti galleonokon a pénzt öntő kobold azonosító számának helyén) a DS következő találkozásának időpontját, ha Harry átírja a dátumot a saját érméjén. Felforrósodással is párosul, így jelezve az új időpont megjelenését, vagy annak változását. RAVASZ-szintű varázslat. | - | Próteusz egy átváltozásra képes görög mitológiai alak. |
| -                                       | Buborék-fej bűbáj                | Aki ezt használja, annak az arcán egy buborék képződik, így ideiglenesen levegőt tud venni a víz alatt (a buborék nagyságától függően). | HP4              | Cedric Diggory és Fleur Delacour használja a Trimágus Tusa 2. próbáján. | - | - |

## Varázslatok
| Varázsige                           | Varázslat neve                         | Varázslat hatása | Első előfordulás | Nevezetes használat | Egyéb lényeges információ | Etimológia |
| ----------------------------------- | -------------------------------------- | --- | ---------------- | --- | --- | --- |
| Alohomora                           | Nyitóvarázs                            | A zárt ajtó kinyílik. | HP1              | Hermione Granger használja, hogy elbújhassanak Argus Frics elől. | A sorozat folyamán elveszti jelentőségét, mert egyre több Alohomora-biztos zárral találkoznak a szereplők. A Colloportus ellentétje.                           | Nyugat-afrikai Sidiki nyelvjárásban „Tolvajok barátja”. |
| Anapneo                             | Légúttisztító varázslat                | Kitisztítja a célszemély légutait. | HP6              | Horatius Lumpsluck használja Marcus Belbyn, aki félrenyelt egy falatot. | Horatius Lumpsluck Ronon, aki fuldoklik, is használhatta volna, miközben Harry egy bezoárt keresett a szekrényben.                                             | A görög „anapneo” szóból, jelentése: lélegezni vagy újraéleszteni. |
| Annullate (Deletrius)               | Varázslatlenyomat-eltüntető varázslat  | A Priori Incantatem mutatta lenyomat eltüntetésére szolgál.                                                                                                | HP4              | Amos Diggory használja a Kviddics Világkupa döntője után Harry Potter pálcáján. | - | A magyar szó valószínűleg a „lenulláz”, az angol a „delete” (latin deleo) töröl szóból.                                                                                                   |
| Cave Malicium (Cave Inimicum)       | Ellenségek elleni védővarázs           | Célterületet ellenségbiztossá tesz. | HP7              | Hermione Granger és Harry Potter használják a táborhelyük biztonságossá tételére. | - | Az varázsige helyes latin felszólítás: óvakodj az ellenségtől, ill. a rosszindulattól. |
| Colloportus                         | Ajtózáró varázslat                     | Mágikusan bezár egy ajtót, így azt nem lehet mugli módszerekkel kinyitni.                                                                                  | HP5              | Hermione Granger használja a Mágiaügyi Minisztériumban. | Az Alohomora ellentétje. | A görög „kollao” (szorosan összekötni) és a latin „porta” (kapu) szavakból. |
| Comikulissimus (Riddikulus)         | Mumus elleni varázslat                 | A mumus azzá változik, amitől a varázslat elvégzője legjobban fél. Ezt változtatja át egy vicces szituációra a varázsige, amitől a mumus hatalma megtörik. | HP3              | Remus Lupin tanítja meg a roxforti diákoknak. | - | A magyar szó a magyar „komikus”, az angol a latin „ridiculus” (abszurd, nevetséges) szóból. (Egyébként a filmben "Commikulus" míg a könyvben "Commikulissimus"-ként használják.)          |
| Defodio                             | Ásóvarázslat                           | A varázslat lyukat ás a mutatott pontban. | HP7              | Harry Potter, Hermione Granger és Ron Weasley használja ezt a varázslatot, hogy kijussanak a Gringottsból.                                                                                                | - | A latin „defodio”, leás szóból. |
| Deprimo                             | Robbantó varázslat                     | Lyukat robbant egy szilárd felületbe. | HP7              | Hermione Granger használja, hogy beessenek a Lovegood család nappalijába. | - | A latin „deprimo”, lenyom, mélyre ás szóból. |
| Descendo                            | Robbanóvarázslat                       | Felrobbantja a célzott tárgyat. | HP7              | Ron Weasley használja, hogy leeressze a padlásra vezető létrát. Később Crak használja, hogy ledöntsön egy könyvkupacot. Harry, többek közt ezzel a varázsigével próbálta elpusztítani az egyik horcruxot. | - | A latin „descendo”, leereszked szóból. |
| Dissendium                          | Mágikus jelszó                         | Kinyitja a Roxfortban található púpos boszorkány szobrának púpját. Ez a titkos átjáró vezet a Mézesfalás nevű édességboltba.                               | HP3              | Harry Potter használja, hogy engedély nélkül Roxmorts-ba mehessen. | - | A latin „discedo”, távozik, elkanyarodik, eltér szóból. |
| Erecto                              | Felállító varázslat                    | Sátrak és más dolgok felállítására való. | HP7              | Hermione Granger használta, hogy felállítsa sátrukat. | Valószínűleg a negyedik részben, a kviddics világkupadöntőjén is használták a táborozó varázslók.                                                              | A latin „erectus”, felemelni szóból. |
| Evapores (Evanesco)                 | Eltüntető varázslat                    | Eltünteti a célzott tárgyat. | HP5              | Perselus Piton ezzel tünteti el Harry Potter bájitalát. | - | Az angol latin „evanesco”, eltűnik szóból, a magyar a latin "evaporatio", elpárologtatás szóból.                                                                                          |
| Exlukhops (Waddiwasi)               | Lövővarázs                             | Apró tárgyakat lő ki a levegőbe. | HP3              | Remus Lupin használja Hóborc ellen. | Valószínűleg rögtönzött bűbáj volt Lupin részéről, erre utal, hogy a luk szó benne van, és Lupin egy kulcslyukból bájolja ki a rágógumit, amit használ.        | A magyar varázsige valószínűleg a lyukból kivarázsolt rágógumi orrlyukba küldésére utal, az angol szó pedig az angol „wad”, puha anyag és a latin „vado”, menni szavakból van összerakva. |
| Finite Incantatem                   | Ellen-varázslat                        | Megszünteti egy korábban elvégzett varázslat hatását (pl. rontásét, átokét).                                                                               | HP2              | A sorozat folyamán többször használják, többek között a Párbajszakkör ideje alatt, vagy a Mágiaügyi Minisztériumban.                                                                                      | - | A latin „finio” (befejez) és „incanto” (rávarázsol) szavakból. |
| Hippokrax (Episkey)                 | Gyógyító varázslat                     | Töréseket, sebeket és belső sebeket is gyógyíthat. | HP6              | A filmben Luna Lovegood, a könyvben Nymphadora Tonks használja, hogy meggyógyítsa Harry Potter törött orrát.                                                                                              | - | Az angol szó a görög „episkeu”, javítás szóból, a magyar a görög orvoshérosz, Hippokrátész nevéből.                                                                                       |
| Homenum Revelio                     | Emberkimutató varázslat                | Megmutatja, hogy van-e ember az elvégző körül. | HP7              | A könyvben többször is használják, például a halálfalók így tudják meg, hogy van-e valaki a Lovegood-ék házának emeletén.                                                                                 | Valószínűleg ezt használja Albus Dumbledore, amikor tudja, hogy Harry Potter a közelben van, a láthatatlanná tevő köpeny alatt, az első és a második könyvben. | A latin „homo” (ember) és „revelo” (felfed) szavakból. |
| Lumos                               | Világító varázslat                     | A pálca végén apró láng/fény jelenik meg. Hatása alatt más varázsigék is végezhetők a pálcával.                                                            | HP2              | A sorozat folyamán számtalanszor alkalmazták. | Hatásának megszüntetője a Nox. | A latin „lumen”, fény szóból. |
| Lumos Maxima                        | Erősebb világító varázslat             | A pálca végéből lehet elővarázsolni egy erős fényt. | HP2              | A sorozat folyamán számtalanszor alkalmazták. | - | - |
| Morsmordre                          | A Sötét Jegyet megidéző varázslat      | A varázslat megidézi a Sötét Jegyet. | HP4              | Először Ifj. Barty Kupor idézi meg, hogy a hűtlen halálfalókat elriassza. | A halálfalók rendszeresen használják ott, ahol megöltek valakit.                                                                                               | A latin „mors” (halál) és a francia „mordre” (latin mordeo) harapni szavakból. |
| Nox                                 | A Lumos hatását megszüntető varázsige. | Megszünteti a Lumos keltette fényt. | HP3              | A Lumos igét ezzel hatástalanítják a sorozat folyamán. | - | A latin „nox”, éjszaka szóból. |
| Obscuro                             | Szembekötő varázslat                   | A célszemély szemét beköti egy fekete kendő | HP7              | Hermione Granger köti be vele Phineas Nigellus portréjának a szemét. | - | A latin „obscuro”, elsötétít szóból. |
| Pirocus (Flagrate)                  | Tüzes pálca varázslat                  | A használó tüzes jeleket hagyhat vele a pálcájával. | HP5              | Hermione Granger ezzel jelöli meg a már látogatott szobák ajtaját a Mágiaügyi Minisztériumban. | Valószínűleg ezt használja a második részben Tom Denem is, amikor a levegőbe írja fiatalkori nevét.                                                            | Az angol szó a latin „flagro”, tűzben ég szóból, a magyar a görög piro- tűz szóból. |
| Piroinito (Incendio)                | Tűzvarázslat                           | Tüzet varázsol elő. | HP1              | Az első részben Hermione Granger használja, hogy felgyújthassa Perselus Piton talárját. Később még számtalanszor használják.                                                                              | Valószínűleg ezt használta Hagrid az első részben, Harry Potterrel való első találkozása alkalmával.                                                           | Az angol szó a latin „incendo”, tüzet állítani szóból, a magyar a görög piro- tűz és a latin init(i)o belép, megkezd szavakból.                                                           |
| Priori Incantatem (Prior Incantato) | Varázslatlenyomat-idéző varázslat      | Megjeleníti a vizsgált pálca korábbi varázslatait, fordított sorrendben, vagyis a legutóbbiakat legelőször.                                                | HP4              | Amos Diggory végzi el Harry Potter pálcáján a Kviddics Világkupa döntője után. | Hatása megszüntethető az Annulate varázsigével. | A latin „prior” (előző) és „incanto” (rávarázsol, elbájol) szavakból. A magyar az angol ferdítése.                                                                                        |
| Renervate                           | Élesztő varázslat                      | Az eszméletlen embereket magukhoz téríti. | HP4              | Amos Diggory, Albus Dumbledore és Harry Potter is használják, bár utóbbi sikertelenül. | Az eredeti Ennervate-ról nevezte át J. K. Rowling. | A latin "re-" újra, és a "nervus" erő szavakból. |
| Reparo                              | Javító varázslat                       | A széttört dolgokat egybeforrasztja. | HP1              | Számtalan alkalommal használták a sorozat során. | Hermione Granger az első részben használja Harry szemüvegén.                                                                                                   | A latin „reparo”, megjavít szóból. |
| Salvio hexia                        | Védővarázs                             | Védelmet nyújt a külső támadások ellen. | HP7              | Hermione Granger és Harry Potter használják a táborhelyük biztonságossá tételére. | - | A latin „salvus” (biztonságos) és az angol hex (rontás) szavakból. |
| Stimula                             | Stupor ellenátka                       | Megszünteti a Stupor hatását. | HP4              | Többször használták a Stupor használata után. | - | A latin "stimulus", ösztönzés, serkentés szóból. |
| Transportus (Portus)                | Zsupszkulcs-készítő varázslat          | A célzott tárgyat zsupszkulccsá változtatja. | HP5              | Albus Dumbledore használja, hogy Harry Potter és a Weasley testvérek gyorsan el tudjanak menekülni a Roxfortból.                                                                                          | - | Az angol a latin „portus”, portál szóból. A magyar a latin "transporto" átszállít szóból.                                                                                                 |
| Vizualicus (Aparecium)              | Megjelenítő varázs                     | Megjeleníti pl. a láthatatlan tintával írt szöveget. | HP2              | Hermione Granger használja sikertelenül Tom Denem naplóján. | - | Az angol szó a latin „appareo”, láthatóvá válik, a magyar a latin "visualis" látható szóból.                                                                                              |

## Ártások
Az ártások (mint nevükben is benne van) ártó hatásúak. Ezek fájdalmat, külső (testi) vagy akár belső (lelki) változást okozhatnak, és ingerlő, idegesítő hatásúak. Pl.: Rictusempra! (Csikiző-ártás). Az ártásokat értelemszerűen a „nemkívánatos” lények ellen alkalmazzák.
| Varázsige                   | Varázslat neve   | Varázslat hatása | Első előfordulás | Nevezetes használat | Egyéb lényeges információ                                                                       | Etimológia |
| --------------------------- | ---------------- | --- | ---------------- | --- | ----------------------------------------------------------------------------------------------- | --- |
| Incarcerandus (Incarcerous) | Kötöző ártás     | Megkötözi a célszemélyt. | HP1              | Mógus professzor használja az első részben Harry Potter ellen.Dolores Umbridge használja az ötödik részben egy kentauron. | -                                                                                               | Az latin „incarcero”, bebörtönöz szóból.                                                                            |
| Obstructo (Impedimenta)     | Hátráltató ártás | A pálca irányában megtisztítja az elvégző útját. Ha egy élőlényt talál el, rövid időre megbénítja.                                        | HP4              | Harry Potter használja a Trimágus Tusa harmadik próbáján. Később is többször használják.                                  | -                                                                                               | Az angol szó a latin „impedimentum”, akadály, a magyar az "obstruo" akadályoz szóból.                               |
| Oppugno                     | Támadtató ártás  | Gyengébb lényeket támadásra bír. | HP6              | Hermione Granger használja megidézett kanárijain Ron Weasley ellen.                                                       | A könyvben egyedül az Avis bűbáj teremtette állatokkal használták.                              | A latin „oppugno”, megtámad szóból.                                                                                 |
| Relaxo (Relashio)           | Szikraeső-ártás  | Szikraeső hullik a pálca végéből, ami az ellenfél ideiglenes megbénítására szolgál. Kényszeríti a célpontot, hogy elengedje a szorítását. | HP4              | Harry Potter a Trimágus Tusára készülve tanulja meg ezt az ártást. Később többször használják.                            | Párbajoknál gyakori ártás. Továbbá a Mágiaügyi Minisztérium láncos székeinek láncán használják. | A magyar valószínűleg a latin "relaxation" (erő felfüggesztése) vagy a "relaxo" (elernyeszt, pihentet) szóból ered. |

## Rontások
| Varázsige                 | Varázslat neve       | Varázslat hatása                                 | Első előfordulás | Nevezetes használat | Egyéb lényeges információ                                                      | Etimológia                                                                                     |
| ------------------------- | -------------------- | ------------------------------------------------ | ---------------- | --- | ------------------------------------------------------------------------------ | ---------------------------------------------------------------------------------------------- |
| Carbunculus (Furnunculus) | Keléskeltő rontás    | A célszemély arcán gennyes kelések jelennek meg. | HP4              | Harry Potter használja Draco Malfoyon két alkalommal, az első esetben Monstrora esik.                                                    | Valószínűleg ezt használják a Dumbledore Serege nevű hadseregben árulás ellen. | A magyar „karbunkulus” és az angol „furunculus” (furunkulus) szavakból.                        |
| Densaugeo                 | Fognövesztő rontás   | A célszemély foga nőni kezd.                     | HP4              | Draco Malfoy használja Harry Potteren, de Hermione Grangerre esik.                                                                       | –                                                                              | A latin „dens” (fog) és „augeo” (növeszt) szavakból.                                           |
| Pofix (Langlock)          | Nyelvragasztó rontás | A célszemély nyelvét a szájpadlásához ragasztja. | HP6              | Harry Potter használja Hóborcon és Argus Fricsen.                                                                                        | Perselus Piton találta fel.                                                    | Az angol varázsige a latin „lingua” (nyelv) és az angol „lock” (valahova erősíteni) szavakból. |
| Tarantallegra             | Táncoltató rontás    | A célszemély akarata ellenére táncolni kezd.     | HP2              | Draco Malfoy szórja Harry Potterre a Párbajszakkör ideje alatt. Az ötödik részben Neville Longbottom ennek hatására ejti el a próféciát. | A varázsige a tarantella táncból adódik.                                       | A „tarantella” és az olasz „allegro” (vidám) szavakból.                                        |
| Lottomit                  | "Csigahányó" rontás  | A célszemély csigákat kezd el hányni.            | HP2              | Ron Weasley akarta használni Draco Malfoyon, ám az a törött pálcája miatt visszaesett rá.                                                | A varázsige a könyvben és a filmben egyaránt szerepel.                         | –                                                                                              |

## Átkok
Ezeket (szemben az ártásokkal) csatára (párbajra) tervezték. Ezek többek közt az alábbi hatásokat okozhatják a célponton: mindent elfelejt (Exmemoriam!), sóbálvánnyá változik (Petrificus totalus!), vagy elájul (Stupor!). Az átkokat komoly összecsapásra tervezték, például lefegyverzésre, kábításra.
Főbenjáró átokból három van: az Avada Kedavra, az Imperius és a Cruciatus. Használatukért életfogytig töltendő azkabani fogság jár. Az ilyen átkokat nagy koncentrációval lehet végrehajtani (de rendszerint nem tanácsos).
Az ellenátkokat (rontásokat) a kérdéses baj megelőzésére és kezelésére fejlesztették ki. Mint nevükben is benne van, ezek ellenszerek. Nem mindenre jók. Az Avada Kedavrával szemben például egy varázsige hat csak. A Ressurectio Mortuorum. Ezek természetesen egyben védenek is; illetve megelőznek (Protego!). Már bekövetkezett ártalmakat is orvosolhatnak (Finite!, Ferula!).
| Varázsige              | Varázslat neve             | Varázslat hatása | Első előfordulás | Nevezetes használat | Egyéb lényeges információ | Etimológia |
| ---------------------- | -------------------------- | --- | ---------------- | --- | --- | --- |
| Avada Kedavra          | A gyilkos átok             | Az áldozat meghal. Az ellenátka a Ressurectio Mortuorum, mely feltámasztja a halottakat de ezt csak Albus Dumbledore ismerte meg, még halála előtt. | HP4              | Voldemort számtalan alkalommal használta, többek között Harry Potteren is, bár sikertelenül. | A Főbenjáró átkok egyike. | Az arámi „abracadabra” szóból, jelentése: pusztuljon a dolog. (A valóságban a betegségre gondoltak.) Más források szerint az arab ahhada kedahra (szavammal pusztítok) szóból ered a kifejezés. |
| Confringo              | Robbantó átok              | A célpont felrobban. | HP7              | Harry Potter használja, amikor Voldemort elől menekül. Később Hermione Granger is használja, ennek hatására törik el Harry Potter pálcája. | - | A latin „confringo” darabokra tör szóból. |
| Confundo (Confundus)   | Konfúziós bűbáj            | Összezavarja a célpontot. | HP6              | Harry használta a Gringotts őrein. Hermione Granger használja a hatodik részben Cormac McLaggen-en a kviddicscsapat válogatásán. | Az eredeti nyelven a zagyváló átok és a konfúziós bűbáj megegyeznek.                                                             | A latin "confundo", összezavar szóból. |
| Crucio                 | Cruciatus átok             | A célszemély elviselhetetlen fájdalmat érez. | HP4              | Ifj. Barty Kupor használja először egy pókon. A sorozatban később sokszor használják kínzásra. | A Főbenjáró átkok egyike. | A latin „crucio”, „kínzok” szóból. |
| Exmemoriam (Obliviate) | Felejtésátok               | A célszemély elfelejt egy bizonyos eseményt. Rosszul elvégezve maradandó károsodást is okozhat.                                                     | HP2              | Gilderoy Lockhart akarta használni Harry Potteren és Ron Weasley-n, de saját magára visszaesett az átok, mert törött pálcával végezte el, így maradandó emlékkárosodást szenvedett.                                                                                           | Később Harry Potter és társai többször használták, hogy elmenekülhessenek üldözőik elől.                                         | Az angol a latin „oblivium”, „feledékenység” szóból. A magyar a latin "ex", -ból, -ből és a "memoria" emlékezet szavakból.                                                                      |
| Expulso                | Robbantó átok              | Hatása megegyezik a Confringo-val, de a Sötét Varázslatokkal hozzák kapcsolatba.                                                                    | HP7              | Egy halálfaló használta, hogy elkapja Harry Pottert. | - | A latin „expulso”, „kiüt” szóból. |
| Imperio                | (imperius)Hipnotizáló-átok | A célszemély bármit megtesz, amit az átok elvégzője parancsol.                                                                                      | HP4              | Ifj. Barty Kupor hajtja végre először egy pókon, majd megtanítja a tanítványainak, hogyan védekezzenek ellene. Voldemort is használja Harry Potteren, de hatástalanul. A hetedik részben Harry Potter is elvégzi az átkot.                                                    | A Főbenjáró átkok egyike. Akaraterővel és gyakorlással legyőzhető.                                                               | A latin „impero”, parancsol szóból. |
| Locomotor mortis       | Lábbilincselő átok         | Megbilincseli a célpont lábát. | HP1              | Hermione Granger és Ron Weasley gyakorolják, hogy megvédjék Harryt Pitonnal szemben. | | Az angol „lock” (le/be zárni) és a latin „mortis” (halál-é) szavakból. |
| Petrificus totalus     | Sóbálvány-átok             | A célszemélyt megmerevíti, így az illető képtelen mozdulni. Az áldozat így is tisztában van a körülötte történő eseményekkel.                       | HP1              | Hermione Granger használja először Neville Longbottomon, mert meg akarja őket állítani. Később rendszeresen használják a sorozatban. | Hermione Granger használja még a 7. részben az étteremben; továbbá Draco Malfoy a 6. részben, Harry Potteren (Roxfort Expressz). | Az angol „petrify” (kővé válik) (latin "petra" kő és "fio" válik) és a „total” (teljesen) (latin "totus" teljes, egész) szavakból.                                                              |
| Reducto                | Taroló átok                | Megtisztítja a használó előtt az utat. | HP4              | Harry Potter a Trimágus Tusára készülve tanulja meg ezt az átkot. Később megtanítja a Dumbledore Serege nevű csoportnak. | - | A latin „reduc(t)o”, „visszavezet,-visz” szóból. |
| Sectumsempra           | Szúró-átok                 | A célszemély testén mély vágás keletkezik. | HP6              | A hatodik kötetben Harry Potter életveszélyesen megsebzi Draco Malfoy-t vele. Az ötödik részben, Piton emlékeiben is megjelenik, de akkor Piton elvéti a célzott James Pottert. Itt nem varázsigével szerepel. A hetedik kötetben George Weasley ezzel veszti el a bal fülét. | Perselus Piton találta fel. | A latin „sectura” (vágás) és „semper” (mindig) szavakból. |
| Stupor (Stupefy)       | Kábító átok                | A célszemély néhány percre elájul. | HP4              | A negyedik résztől kezdve az egyik legsűrűbben használt varázslattá vált. | - | A latin „stupor" kábultság szóból. |
| Felicio[forrás?]       | Kötőhártyagyújtó átok      | A célszemélyt ideiglenesen megvakítja. | HP4              | Viktor Krum használja a Trimágus Tusa első próbáján a sárkány ellen, ugyanis a sárkány leggyengébb pontja a szeme. Később kiderül, hogy Sirius is ezt javasolta volna Harrynek.                                                                                               | - | - |
| Turdula                | Rigóidéző bűbáj            | Fekete rigókat idéz meg, amelyek rátámadnak az ellenségre.                                                                                          | HP6              | Egyesek szerint Hermione Granger ezzel a bűbájjal támadta meg Ron Weasley-t. | - | A latin "turdus" (rigó) szóból. |

## Filmes varázslatok
| Varázsige               | Varázslat neve            | Varázslat hatása | Első előfordulás                                   | Nevezetes használat | Egyéb lényeges információ | Etimológia |
| ----------------------- | ------------------------- | --- | -------------------------------------------------- | --- | --- | --- |
| Alarte Ascendare        | Felrepítő ártás           | Felrepíti az eltalált személyt majd leejti.                                                                          | HP2 (film)                                         | Gilderoy Lockhart használja a Draco Malfoy által megidézett kigyón.                                                                                           | Az emléktörlésen kívül ez az egyetlen varázslat amiről tudjuk hogy Gilderoy Lockhart el tud végezni | - |
| Arania Exhumai          | Pókriasztó hangbűbáj      | Magas frekvenciájú hangot bocsát ki a pálca, amely idegesíti a pókokat.                                              | HP2 (film)                                         | Harry Potter használja a 2. rész filmváltozatában, a Tiltott Rengetegben.                                                                                     | - | A görög "arachne" pók, az exhumál, elhantol (kihantol) szavakból. |
| Arresto momentum        | Megállító bűbáj           | Megállítja a bűbáj elvégzőjét, Pl. zuhanás esetén.                                                                   | HP3 (film)                                         | Először Albus Dumbledore használta Harry Potteren akit kividdicsmeccs közben megtámad egy dementor, s ezért lezuhan.                                          | Később Hermione is használta a 7. részben, mikor betörnek a Gringottsba. | Valószínűleg az angol-francia arester („megállít”) és a latin momentum („mozgató, indító erő”) összetétele. |
| Ascendio                | Vontató bűbáj             | A pálca irányába húzza az elvégzőt.                                                                                  | HP4(film)                                          | Harry Potter ezt használt a Trimágus Tusa 2. próbáján hogy gyorsan vissza jusson a felszínre.                                                                 | - | - |
| Bombarda                | Robbantó bűbáj            | A célpont felrobban.                                                                                                 | HP3 (film)                                         | Hermione Granger használja a 3. rész filmváltozatában, hogy kiszabadítsa Sirius Black-et.                                                                     | Erősített változatát, a Bombarda Maximát Dolores Umbridge használja az 5. rész filmváltozatában, hogy bejuthasson a Szükség Szobájába. | Az olasz "bomba" ágyúgolyó szóból. |
| Brahium Ermando         | Csont eltüntető varázsige | Eltünteti meghatározott helyen a csontot/csontokat.                                                                  | HP2 (film)                                         | Gilderoy Lockhart használja először a filmben Harryn, mikor a gurkó eltöri a karját.                                                                          | - | A latin „brachium”, alkar szóból. |
| Cistem Aperio           | Nyitóvarázs               | Hatása olyan mint az Alohomora-nak                                                                                   | HP2 (film)                                         | Tom R. Denem nyit ki vele egy ládát amiben Aragog rejtőzik.                                                                                                   | - | Az angol „appear” előtünik szóbol. |
| Diminuendo              | Zsugoritó varázslat       | Hatása olyan mint a Reducionak                                                                                       | HP5 (film)                                         | Naigel zsugorít le vele egy halálfaló bábut. | - | - |
| Egyél csigát            | Csigahányató rontás       | A célszemély csigákat kezd öklendezni.                                                                               | HP2 (film)                                         | Ron Weasley akarta használni Draco Malfoyon, ám az a törött pálcája miatt vissza esett rá.                                                                    | J. K. Rowling elmondása szerint a varázslat Slugulus Eructo lett volna. | - |
| Everte Statum           | Lefegyverző bűbáj         | Hasonló a hatása mint a Capitulatusnak, csak megforgat.                                                              | HP2 (film)                                         | Draco Malfoy használja Harry Potteren a párbajszakkörön. | - | A latin "everto" megforgat és a "sto" megállít szavakból. |
| Fera verto (Vera verto) | Átváltoztató bűbáj        | A filmben egy állatot talpas pohárrá változtat.                                                                      | HP2 (film)                                         | Minerva McGalagony és Ron Weasley használják, egy átváltoztatástan órán.                                                                                      | - | A latin "fera", vadállat és a "verto", fordul, változik szóból. |
| Immobilus               | Mozdulatlanság bűbáj      | Megállítja a mozgó élőlényeket.                                                                                      | HP2 (film) Harry Potter és a Titkok Kamrája        | Hermione Granger ezzel állítja meg a tündérmanókat, amelyeket Gilderoy Lockhart nem tudott.                                                                   | A varázslatot említik a könyvben, de a varázsigét nem. A hatodik könyvben Horatius Lumpsluck ezzel hatástalanítja a muglik riasztóját. Illetve a HP3-ban fordul elő, ezzel a varázsigével dermeszti meg Lupin a fúriafűzet.                      | A latin „immobilis”, mozdíthatatlan, mozdulatlan szóból. |
| Lacarnum Inflamare      | Gyujtó bűbáj              | Meggyujtja a legközelebbi gyúlékony tárgyat.                                                                         | HP1(film)                                          | Hermione Granger ezzel gyújtja fel Perselus Piton talárját | - | - |
| Lumos solem             | erősített fény bűbáj      | A pálca végéből vakító fény árad ki                                                                                  | HP1(film)                                          | Hermione Granger ezt használja az ördög hurok ellen. | | - |
| Fiendfyre               | táltostűz bűbáj           | Futótűz jön létre állatok arcaival                                                                                   | HP6 (film) Legendás Állatok: Grindelwald bűntettei | Albus Dumbledore használja a Félvér Hercegben, hogy elkergesse az inferusokat. Grindelwald is használta, annyi különbséggel, hogy ő kék lángokat idézett meg. | - | - |
| Periculum               | vörös szikra idéző bűbáj  | Kilő egy vörös gömböt az elvégzö pálcájából ami néhány méter megtevése után tüzijáték-szerűen vörös szikrákká válik. | HP4(film)                                          | Harry Potter használja a Trimágus Tusa 3. próbáján, miután Fleur Delacour-t "rabul ejti˝ a labirintus sövénye.                                                | - | - |
| Vipera evanesca         | Kígyóeltüntető varázslat  | A Serpensortia idézte kígyó eltűnik.                                                                                 | HP2 (film)                                         | Perselus Piton ezzel tünteti el a Draco Malfoy idézte kigyót a Párbajszakkörön.                                                                               | - | A tud. latin "vipera" és az "evanesco" megsemmisít szóból. |
| Vulnera sanentur        | Gyógyító varázslat        | Vágásokat gyógyít be.                                                                                                | HP6 (film)                                         | Perselus Piton használja Draco-n akit eltalált a Sectumsempra.                                                                                                | - | A latin "vulnus" seb és a "sano" meggyógyít szavakból egy rendes felszólítás: A sebek gyógyuljanak meg! |
| Partis Temporus         | Kettéosztó bűbáj          | Létrehozza a célpont ideiglenes kettéválasztását.                                                                    |                                                    | | A Partis Temporus egy olyan varázslat megidézése volt, amely átmenetileg elválasztotta a célpontot, rés keletkezett, bárhová is mutatott a varázsló a pálcájával. Ez a varázslat hatásos volt egy mágikus válaszfal létrehozására a Tűzviharban. | A "Partis" valószínűleg a latin "partio" kifejezésből származik, amelynek jelentése "megosztani". A "Temporus" a latin "temporarius", azaz "ideiglenes" szóból származhat. Összességében a helyesírás fordítása "ideiglenesen megosztani vagy szétválasztani". |